# Горний (Вольський район)
Горний (рос. Горный) — селище у Вольському районі Саратовської області Російської Федерації.
Населення становить 96 осіб. Належить до муніципального утворення Куриловське муніципальне утворення.

## Історія
Населений пункт розташований у межах українського історичного та культурного регіону Жовтий Клин.
Від 23 липня 1928 року в складі Вольського округу Нижньо-Волзького краю. Орган місцевого самоврядування від 2004 року — Куриловське муніципальне утворення.

## Населення
| 2010 |
| ---- |
| 96   |